# Aéroport international King Shaka
L'aéroport international King Shaka est un aéroport situé à La Mercy, à environ 35 kilomètres au nord de Durban en Afrique du Sud. Il a remplacé, le 1er mai 2010, l'Aéroport International de Durban.

## Situation
'
| Bloemfontein Mthatha Skukuza Richards Bay Polokwane/Pietersburg Pietermaritzburg Prétoria-Wonderboom Ulundi Upington Pilanesberg Le Cap Phalaborwa Port Elizabeth Kruger Mpumalanga Kimberley Mala Mala Durban George Plettenberg · Bay Hoedspruit Jo'bourg-Lanséria Jo'bourg-OR Tambo East London |

Carte statique des aéroports d'Afrique du Sud.Carte dynamique des aéroports d'Afrique du Sud.

## Statistiques
Pour des raisons techniques, il est temporairement impossible d'afficher le graphique qui aurait dû être présenté ici.

Voir la requête brute et les sources sur Wikidata.

### Impact de la pandémie de Covid-19
Pour des raisons techniques, il est temporairement impossible d'afficher le graphique qui aurait dû être présenté ici.

Voir la requête brute et les sources sur Wikidata.

## Compagnies et destinations
| Compagnies            | Destinations                                                                                 |
| --------------------- | -------------------------------------------------------------------------------------------- |
| Airlink               | Bloemfontein-Bram Fischer, Harare, Johannesbourg OR Tambo, Kruger Mpumalanga, Port Elizabeth |
| CemAir                | Bloemfontein-Bram Fischer, George, Johannesbourg OR Tambo, Le Cap                            |
| Emirates              | Dubaï                                                                                        |
| Eswatini Air          | Manzini-Roi Mswati III                                                                       |
| FlySafair             | East London, Johannesbourg-Lanséria, Johannesbourg OR Tambo, Le Cap, Port Elizabeth          |
| LIFT                  | Johannesbourg OR Tambo, Le Cap                                                               |
| Proflight Zambia      | Lusaka                                                                                       |
| Qatar Airways         | Doha-Hamad                                                                                   |
| South African Airways | Johannesbourg OR Tambo                                                                       |
| TAAG Angola Airlines  | Luanda-Quatro de Fevereiro                                                                   |
| Turkish Airlines      | Istanbul                                                                                     |

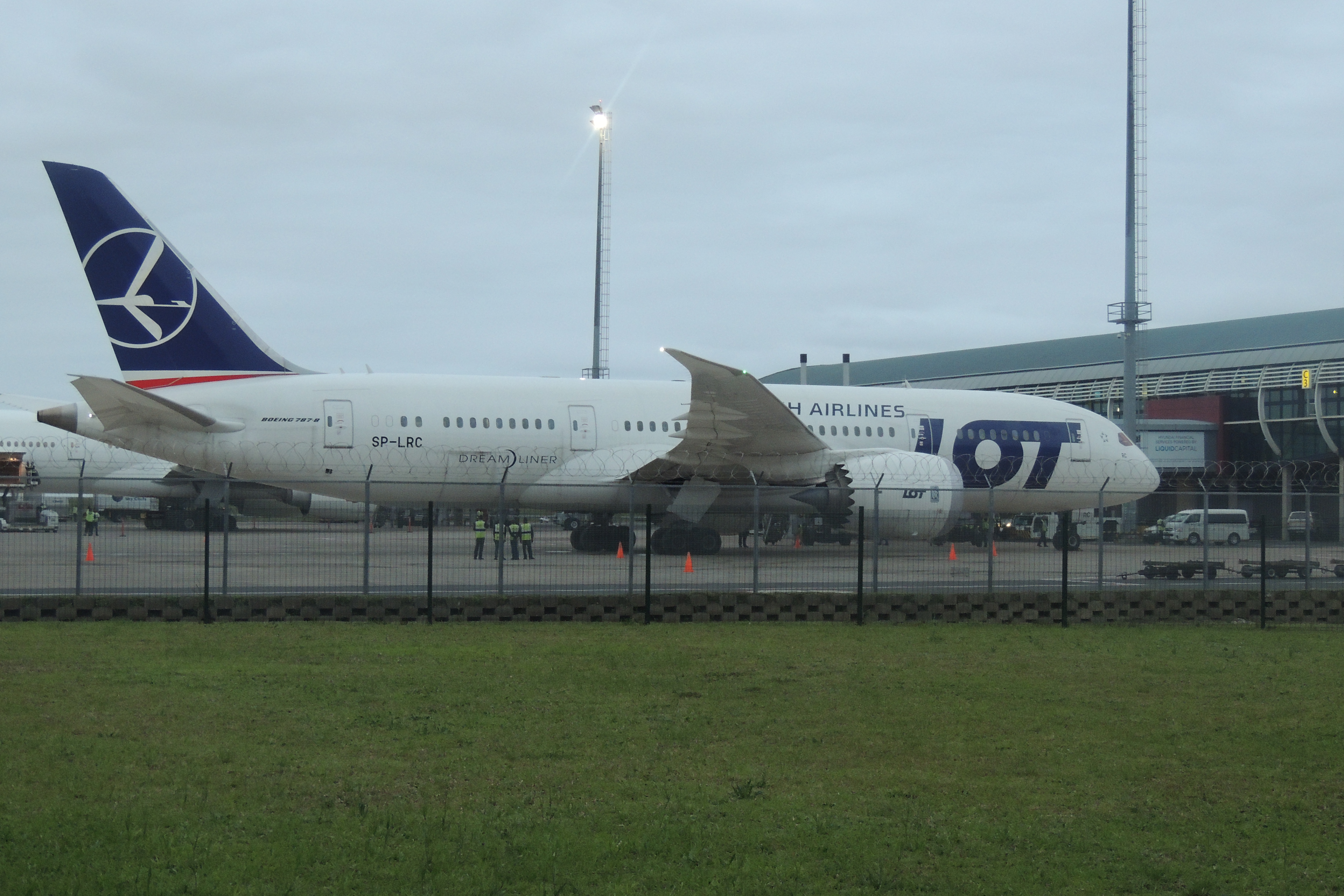
Première desserte de l'aéroport international King Shaka par Lot Polish Airlines.

Édité le 10/11/2018  Actualisé le 21/11/2023